# Xã Pierpont, Quận Ashtabula, Ohio
Xã Pierpont (tiếng Anh: Pierpont Township) là một xã thuộc quận Ashtabula, tiểu bang Ohio, Hoa Kỳ. Năm 2010, dân số của xã này là 1.285 người.